# Edmond van Daële
Edmond van Daële, pseudonimo di Edmond Jean Adolphe Minckwitz (Parigi, 11 agosto 1884 – Grez-Neuville, 12 marzo 1960), è stato un attore francese.

## Biografia
Iniziò la sua carriera durante l'epoca del cinema muto e recitò in circa cinquanta film fino al 1950 come Le Mystère de la chambre jaune (1930) e Le Parfum de la dame en noir (1931) di Marcel L'Herbier; il suo ruolo più noto è quello di Maximilien de Robespierre in Napoleone (1927) di Abel Gance

## Filmografia

### Attore
- Pendant la bataille, regia di Henry Krauss - cortometraggio (1916)
- La Roue du vieux moulin - cortometraggio (1916)
- Son fils, regia di Georges Denola (1917)
- La Chimère, regia di Lucien Lehmann (1919)
- Le Fils de Monsieur Ledoux, regia di Henry Krauss - cortometraggio (1919)
- Âmes d'Orient, regia di Léon Poirier (1919)
- La Croisade, regia di René Le Somptier (1920)
- Âmes siciliennes, regia di Raoul d'Auchy (1920)
- Narayana, regia di Léon Poirier (1920)
- La Montée vers l'Acropole, regia di René Le Somptier (1920)
- Febbre (Fièvre), regia di Louis Delluc - cortometraggio (1921)
- Destin rouge, regia di Franz Toussaint (1921)
- Les Roquevillard, regia di Julien Duvivier (1922)
- Un cri dans l'abîme, regia di Renée Carl (1922)
- L'Ombre du péché, regia di Jakov Aleksandrovič Protazanov (1923)
- La Bête traquée , regia di René Le Somptier e Michel Carré (1923)
- Cuore fedele (Cœur fidèle), regia di Jean Epstein (1923)
- Pour une nuit d'amour, regia di Jakov Aleksandrovič Protazanov (1923)
- Le Chemin de l'abîme, regia di Adrien Caillard (1923)
- Néné, regia di Jacques de Baroncelli (1924)
- L'inondation, regia di Louis Delluc (1924)
- L'Aube de sang, regia di Giuseppe Guarino (1924)
- La Joueuse d'orgue, regia di Charles Burguet (1925)
- L'Agonie de Jérusalem, regia di Julien Duvivier (1927)
- Napoleone (Napoléon vu par Abel Gance), regia di Abel Gance (1927)
- Six et demi onze, regia di Jean Epstein (1927)
- Fleur d'amour, regia di Marcel Vandal (1927)
- La Lueur dans les ténèbres, regia di Maurice Charmeroy - cortometraggio (1928)
- Sables, regia di Dimitri Kirsanoff (1928)
- Madame Récamier, regia di Gaston Ravel e Tony Lekain (1928)
- Princesse Mandane, regia di Germaine Dulac (1928)
- Cagliostro - Liebe und Leben eines großen Abenteurers, regia di Richard Oswald (1929)
- Le Requin, regia di Henri Chomette (1930)
- Le Mystère de la chambre jaune, regia di Marcel L'Herbier (1930)
- Les Deux Mondes, regia di Ewald André Dupont (1930)
- Casa di danze (Maison de danses), regia di Maurice Tourneur (1931)
- Le Parfum de la dame en noir, regia di Marcel L'Herbier (1931)
- Les Trois Mousquetaires, regia di Henri Diamant-Berger (1932)
- La Maternelle, regia di Jean Benoît-Lévy e Marie Epstein (1933)
- Tunnel (Le tunnel), regia di Curtis Bernhardt (1933)
- Notti moscovite (Les Nuits moscovites), regia di Alexis Granowsky (1934) - non accreditato
- Il giglio insanguinato (Maria Chapdelaine), regia di Julien Duvivier (1934)
- Golgota (Golgotha), regia di Julien Duvivier (1935)
- La gondola delle chimere (La Gondole aux chimères), regia di Augusto Genina (1936)
- Il sacrificio del sangue (Le Puritain), regia di Jeff Musso (1938)
- L'avventuriera (L'Émigrante), regia di Léo Joannon (1940)
- Adieu Léonard, regia di Pierre Prévert (1943)
- Envoi de fleurs, regia di Jean Stelli (1950)

### Attore e regista
- La Lumière du cœur - cortometraggio (1916)

## Teatro
- 1913: The Prosecutor Hallers, recita in 4 atti di Louis Forest e Henry de Gorsse, dopo Paul Lindau, al teatro Antoine (16 ottobre): un ufficiale di sicurezza
- 1914: Un grand bourgeois, recita in 3 atti di Émile Fabre, diretto da Firmin Gémier, al Teatro Antoine (20 gennaio): Monsieur Louis